# Dobrinisjtka reka
Dobrinisjtka reka (bulgariska: Добринищка река) är ett vattendrag i Bulgarien.   Det ligger i regionen Blagoevgrad, i den sydvästra delen av landet, 100 km söder om huvudstaden Sofia.
I omgivningarna runt Dobrinisjtka reka växer i huvudsak blandskog. Runt Dobrinisjtka reka är det ganska glesbefolkat, med 48 invånare per kvadratkilometer.